# 164585 Oenomaos
164585 Oenomaos este o planetă minoră (asteroid) din Asteroid troian al lui Jupiter. A fost descoperită pe 13 iulie 2007 la Sternwarte Ependes⁠(d) de Peter Kocher. 
Obiectul prezintă o orbită caracterizată de o semiaxă mare de 5,2121940682187 UAi, o excentricitate de 0,033, o înclinație de 14 ° în raport cu ecliptica.